# Conferencia episcopal de Corea
La Conferencia Episcopal de Corea o Catholic Bishops' Conference of Korea (CBCK) es una institución permanente erigida por la Santa Sede como persona jurídica luego de que los obispos de la República de Corea se unieron para coordinar y promover la actividad para el bien común de toda la Iglesia Católica en Corea. Está integrada por los obispos de las diócesis de Corea del Sur y Corea del Norte bajo la autoridad del Papa.

## Historia
La creación de conferencias episcopales tiene origen en el Concilio Vaticano II, en el cual se comenzó a concebir la creación de una institución que agrupara a los obispos de una nación o territorio determinado para el ejercico conjunto de algunas funciones. 
Existen un total de 113 Conferencias Episcopales en el mundo. Una de ellas es la Conferencia Episcopal de Corea. 

## Comisiones Episcopales
El CBCK estableció cuatro Comisiones Episcopales permanentes en su Asamblea General de otoño de 1981 (14-17 de octubre):  
- la Comisión Episcopal para Clero y Religiosos
- la Comisión Episcopal para la Doctrina
- la Comisión Episcopal para Pastoral (actual Comisión Episcopal para Misiones y Pastoral)
- la Comisión Episcopal de Asuntos Sociales.

Más tarde, también estableció dos Comisiones Episcopales Especiales: 
- la Comisión Episcopal Especial para la Reconciliación del Pueblo Coreano en la Asamblea General de Otoño de 1997 (13-17 de octubre)
- la Comisión Episcopal Especial para Promover la Beatificación y la Canonización en el 2001 Autumn General Asamblea (15-18 de octubre).

Establecidas para un funcionamiento efectivo de la Asamblea General, las Comisiones Episcopales examinan y deliberan asuntos de asuntos generales de todos los sectores de la Iglesia Católica en Corea y al mismo tiempo dirigen y supervisan sus organizaciones afiliadas. Las Comisiones Episcopales tienen el mandato de la Asamblea General de la CBCK para estudiar y realizar informes sobre todos los asuntos relacionados con su interés y promover una relación estrecha con las organizaciones relacionadas con su apostolado. 
Las Comisiones Episcopales tienen al menos dos reuniones anuales. En principio, las Comisiones Episcopales tienen su secretaria y pueden ser asistidas por expertos. Los secretarios de las Comisiones Episcopales y los Comités Nacionales, así como los superiores de las organizaciones nacionales, deben participar en la reunión convocada por el Secretario Ejecutivo de la CBCK para coordinar sus actividades y promover la cooperación mutua. 

## Imagen institucional
El primer logo que utilizó la Conferencia Episcopal de Corea representaba sintéticamente los colores propios de la nación añadiendo el símbolo de Cristo Eucaristía como icono principal. La imagen de la CBCK fue rediseñada en el otoño de 2011, difundiéndose oficialmente el 31 de enero de 2012.
El logo de la CBCK es rico en significado cristiano, adoptando las formas culturales de su pueblo. La forma redonda de color azul representa, al igual que en la imagen oficial anterior, a Jesucristo Eucaristía que marca el centro de la cruz en nombre de Dios y de su Iglesia. La cruz está rodeada por 12 patrones en forma de V simbolizando a los 12 apóstoles. El rojo representa la fe, la verdad, el amor verdadero y la felicidad, símbolo de la dignidad que Cristo da a todo creyente. La letra B del acrónimo CBCK representa el símbolo oficial de Corea, una configuración entre la verdad de Dios y la fe del pueblo.